# 共轭类
数学上，特别是在群论中，群的元素可以分割成共轭类（英語：Conjugacy class）；同一个共轭类的元素有很多共同的属性。非交换群的共轭类有很多关于該群的结构的重要特征。对于交换群，这个概念是平凡的，因为每个类就是一个单元素集合。
在同一个共轭类上取常值的函数称为類函數。

## 定义
對於群 {\displaystyle G} 中的元素 {\displaystyle g} 和 {\displaystyle n} ， {\displaystyle gng^{-1}} 稱為 {\displaystyle n} 關於 {\displaystyle g} 的共轭。類似地，對元素 {\displaystyle a} 和 {\displaystyle b} ，如果存在元素 {\displaystyle g} 使得 {\displaystyle b=gag^{-1}} ，可以稱 {\displaystyle a} 和 {\displaystyle b} 共轭。
對由可逆矩陣構成的一般線性群 {\displaystyle \mathrm {GL} (n)} ，共軛的元素（矩陣）稱為相似矩阵。
共轭是一種等价关系，因此可以 {\displaystyle G} 分割为等价类。（这表示群的每个元素属于恰好一个共轭类，而类 {\displaystyle \mathrm {Cl} (a)} 和 {\displaystyle \mathrm {Cl} (b)} 相等当且仅当 {\displaystyle a} 和 {\displaystyle b} 共轭，否则不相交。）包含群 {\displaystyle G} 中元素 {\displaystyle a} 的等价类是
{\displaystyle \mathrm {Cl} (a)=\{gag^{-1}\mid g\in G\}}
称为 {\displaystyle a} 的共轭类。{\displaystyle G} 的类数是不同共轭类的个数。同一個共軛類中的元素的階相同。

## 例子
对称群{\displaystyle S_{3}}，由所有3个元素的6个置换组成，拥有三个共轭类：
- 恒等 (abc -> abc)表示为(1)
- 对换 (abc -> acb，abc -> bac，abc -> cba)表示为(23) (12) (13)
- 三阶轮换 (abc -> bca，abc -> cab)表示为(132) (123)

对称群{\displaystyle S_{4}}，由4个元素的全部24个置换组成，有5个共轭类：
- 恒等
- 对换
- 三阶轮换
- 四阶轮换
- 双对换

参看立方体的恰当转动，它可以用体对角线的枚举刻划。
- 在{\displaystyle n\times n}矩陣，在同一個共軛類的矩陣稱為相似矩陣。

## 属性
- 单位元总是自成一类，也就是说{\displaystyle \mathrm {Cl} (e)=\{e\}}。
- 若{\displaystyle G}可交换，则{\displaystyle gag^{-1}=a}对于所有{\displaystyle a}和{\displaystyle g}属于{\displaystyle G}成立；所以{\displaystyle \mathrm {Cl} (a)=\{a\}}对于{\displaystyle a}属于{\displaystyle G}成立；可见这个概念对于交换群不是很有用。
- 若{\displaystyle G}的两个元素{\displaystyle a}和{\displaystyle b}属于同一个共轭类（也即，若它们共轭），则它们有同样的階。更一般地讲，每个关于{\displaystyle a}的命题可以转换成关于{\displaystyle b=gag^{-1}}的一个命题，因为映射{\displaystyle \varphi (x)=gxg^{-1}}是一个{\displaystyle G}的自同构。
- {\displaystyle G}的一个元素{\displaystyle a}位于{\displaystyle G}的中心{\displaystyle \mathrm {Z} (G)}当且仅当其共轭类只有一个元素，{\displaystyle a}本身。更一般地讲，若{\displaystyle \mathrm {C} _{G}(a)}代表{\displaystyle G}中{\displaystyle \{a\}}的中心化子，也即，有所有满足{\displaystyle ga=ag}的元素{\displaystyle g}组成的子群，则指数{\displaystyle [G:\mathrm {C} _{G}(a)]}等于{\displaystyle a}的共轭类中元素的个数。

## 共軛群作用
令 {\displaystyle G} 為群，對任意 {\displaystyle g,x\in G} ，定義 {\displaystyle G} 關於自身的群作用
{\displaystyle g\cdot x=gxg^{-1}} 。
{\displaystyle x} 在作用 {\displaystyle G} 上的軌道是其在群 {\displaystyle G} 中的共軛類。元素 {\displaystyle x} 的穩定子群等於該元素的中心化子。
類似地，我們可以令 {\displaystyle G} 作用在 {\displaystyle G} 的所有子集構成的集合，有
{\displaystyle g\cdot S=gSg^{-1}=\{gsg^{-1}\mid s\in S\}} 。
又或者是作用在 {\displaystyle G} 的子群構成的集合。

## 共轭类方程
若 {\displaystyle G} 为有限群，對 {\displaystyle G} 的任意元素 {\displaystyle a} ，其共軛類中的元素可以與中心化子 {\displaystyle C_{G}(a)} 的陪集一一對應。因為同一陪集的任意兩元素 {\displaystyle b} 和 {\displaystyle c} （存在 {\displaystyle z\in C_{G}(a)} 使得 {\displaystyle b=cz} ）對 {\displaystyle a} 的共軛相同：
{\displaystyle bab^{-1}=(cz)a(cz)^{-1}=czaz^{-1}c^{-1}=cazz^{-1}c^{-1}=cac^{-1}} 。
由於 {\displaystyle a} 在 {\displaystyle G} 上的軌道等於其共軛類，其穩定子群等於其中心化子，上述結論亦可以由軌道-穩定化子定理給出。
{\displaystyle z} 的共轭类的元素个数等於它的中心化子的指數 {\displaystyle [G:C_{G}(z)]} ，因而整除 {\displaystyle G} 的階。
进一步的有，对于任何群 {\displaystyle G} ，从 {\displaystyle G} 的每个元素个数大於 {\displaystyle 1} 的共轭类中取出一个元素来定义一个代表集 {\displaystyle S=\{x_{i}\}} 。则 {\displaystyle G} 是群的中心 {\displaystyle Z(G)} 以及 {\displaystyle S} 中所有元素的共轭类 {\displaystyle Cl(x_{i})} 的不交并集。由此可得群論中重要的类方程：
{\displaystyle |G|=|Z(G)|+\sum _{i}[G:C_{G}(x_{i})]}
其中求和取遍对于每个 {\displaystyle S} 中的 {\displaystyle x_{i}} 的 {\displaystyle H_{i}=C_{G}(x_{i})} 。注意 {\displaystyle [G:H_{i}]} 是 {\displaystyle x_{i}} 的共軛類的元素个数。该方程经常用于获得关于共轭类或者中心的大小的信息。

### 例子
考虑一个有限的 p-群 {\displaystyle G} （即元素數目为 {\displaystyle p^{n}} 的群，其中 {\displaystyle p} 是一个质数且 {\displaystyle n>0} ）。我们将证明：每个有限p-群有非平凡的中心。
因为 {\displaystyle G} 的任意子群的指數必须整除 {\displaystyle G} 的次数，所以每个 {\displaystyle H_{i}} 等於 {\displaystyle p} 的一個幂 {\displaystyle p^{k_{i}}} ， {\displaystyle k_{i}>0} 。类方程給出
{\displaystyle p^{n}=|G|=|Z(G)|+\sum _{i}p^{k_{i}}}
由於 {\displaystyle p} 整除 {\displaystyle \sum _{i}p^{k_{i}}} 和 {\displaystyle |G|} ， {\displaystyle p} 必须整除 {\displaystyle |Z(G)|} ，所以 {\displaystyle |Z(G)|>1}。

## 子群和一般子集的共轭
更一般的来讲，给定任意G的子集S（S不必是子群），我们定义一个G的子集T为S的共轭，当且仅当存在某个g属于G满足T = gSg−1。我们可以定义Cl(S)为所有共轭于S的子集T的集合。
一个常用的定理是，给定任意子集S，N(S)（S的正规化子）的指数等于Cl(S)的次数：
|Cl(S)| = [G : N(S)]
这是因为，如果g和h属于G，则gSg−1 = hSh−1当且仅当gh −1属于N(S)，换句话说，当且仅当g和h属于N(S)的同一个陪集。
注意这个公式推广了前面关于共轭类元素的个数的定理（S = {a}的特殊情况）。
上述定理在讨论G的子群时尤其有用。子群可以由此分为等价类，两个子群属于同一类当且仅当它们共轭。共轭子群是同构的，但是同构子群未必共轭（例如，交换群可以有两个不同的互相同构的子群，但是它们不可能共轭）。

## 作为群作用的共轭类
如果对于任意两个G中的元素g和x定义
g.x = gxg−1
则我们有了一个G在G上的群作用。该作用的轨道就是共轭类，而给定元素的定点子群就是该元素的中心化子。
同样，我们可以定义一个在G的所有子群或者所有子集的集合上的G的群作用如下
g.S = gSg−1。

## 参看
- 群
- 群作用
- 中心化子和正规化子